# نینگوی جنوبی
نینگوی جنوبی (نام علمی: Ningaui yvonneae) نام یک گونه از سرده نینگوی است.